# Кам'янський район Катеринославського повіту
Кам'янський район Катеринославського повіту або Другий район — адміністративно-територіальна одиниця, що існувала на терені сучасної Дніпропетровської області у 1920—1923 роках. Районний центр місто Кам'янське Катеринославського повіту.
Утворений у 1920 року.

## Склад
До складу району входили:
- місто Кам'янське,
- Кам'янська волость,
- Карнаухівсько-Хуторівська волость,
- Сурсько-Михайлівська волость,
- Криничуватська волость,
- Романківська волость,
- Діївська волость (Згодом, на прохання мешканців, Діївську волость було передано Катеринославському або Першому району Катеринославського повіту[1]).

## Ліквідація
Кам 'янський або Другий район було ліквідовано постановою ВУЦВК від 7 березня 1923 р. разом з Катеринославським повітом. На його місці було створено Кам 'янський та Криничанський райони Катеринославської округи.